# Tsouglag Mawéi Wangchoug
Pawo Rinpoché
Tsouglag Nyindjé Wangpo Tsouglag Mawéi Drayang
Tsouglag Mawéi Wangchoug (né au Tibet en 1912 et mort le 22 août 1991 au Népal) fut le 10e Pawo Rinpoché.

## Biographie
Tsouglag Mawéi Wangchoug fut reconnu par le 15e karmapa, Khakyab Dordjé qui, le 4e jour du 6e mois de l'année du Lièvre de Bois, soit le 16 juillet 1915, procéda à la cérémonie d'entrée en religion et lui donna son nom : Gyourmé Rangjoung Dagpei Dordjé Thegtchog Tsouglag Mawéi Wangtchoug Nampar Gyalwai Dé. Quelques jours plus tard, le karmapa l'intronisa solennellement à Nénang et lui transmit l'initiation de longue vie de Tara blanche, composant à l'occasion une prière afin de garantir sa longévité. Tous les Palden Pawos sont des manifestations du Bouddha Amitābha et de Padmasambhava ; plus particulièrement, le nouveau maître de Nénang fut reconnu comme une manifestation humaine de Vajrapani, le protecteur des tantras.
À partir de 1917, le karmapa l'éleva comme son propre fils avec ses enfants, notamment le 2e Jamgon Kongtrul Lodrö Thayé, Khyentsé Euser (1904-1953) qui était de quelques années l'aîné du nouveau Palden Pawo. Dès lors, il reçut l'intégralité des enseignements kagyu propres aux karmapas, auxquels s'ajoutèrent tous ceux que le karmapa recevait de maîtres réputés de différentes lignées, notamment les nyingmapas Kathok Sitou Chökyi Gyatso (1880-1925), et Minling Dodzin (?-?), et presque l'ensemble des enseignements des autres écoles.
En 1922, malgré son jeune âge, le 10e Palden Pawo supervisa les cérémonies funéraires célébrées pour le 15e karmapa qui venait de décéder. Quelques années plus tard, en 1925, il se rendit à Lhassa où il rencontra le 13e dalaï-lama Thubten Gyatso qui accomplit pour lui une cérémonie d'entrée en religion et l'incita à prendre les vœux monastiques complets le moment venu, ce que Palden Pawo accepta. L'année suivante, le 27 février 1926, jour de la pleine lune du premier mois de l'année du Tigre de Feu, au cœur des grandes festivités du Mönlam qui se déroulaient à Lhassa, le dalaï-lama lui conféra ses premiers vœux monastiques de guétsul et, à cette occasion, lui donna le nom de Pawo Tsouglag Thoubten Kunsel. Par la suite, de retour à Nénang, il s'enferma en retraite dans l'ermitage de Samten Tsésar que le 2e shamarpa avait fondé au-dessus du monastère. Il y accomplit à plusieurs reprises les pratiques et méditations du Mahamudra.
Le karmapa reprit naissance dans le Kham en 1924 où le 11e Tai Sitou, Péma Wangtchoug Gyelpo (1886-1952), le prit sous sa tutelle. En 1931, le 16e karmapa, Rangdjoung Rigpéi Dordjé, revint à Tsourphou, accueilli en chemin par le 2e Kongtrul Rinpoché, le 11e Gyaltsab Rinpoché, Dragpa Gyatso (1902-1959), et le 10e Palden Pawo qui organisèrent en son honneur de fastueuses cérémonies. Lors de l'intronisation du nouveau karmapa, Pawo Rinpoché fit de somptueuses offrandes et formula des prières de longue vie pour le nouveau chef des karma-kagyus. Dès lors, le Karmapa séjourna régulièrement à Nénang où Pawo Rinpoché lui transmit des enseignements.

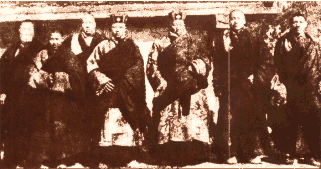
De gauche à droite, Jamgön Kongtrul Rinpoché, le 4e Palpoung Ongan Rinpoché, Dzigar Kongtrul Rinpoché, le 16e karmapa, le 11e tai sitou, Trého Rinpoché et le 10e Pawo Rinpoché, monastère de Palpoung au Tibet oriental, en 1939.

En 1940, il entama un long voyage dans le Kham pour se rendre à Palpung, le monastère des Tai Sitou où résidaient de grands maîtres détenteurs de précieux enseignements, dont ceux collectés par les fondateurs du mouvement Rimé. Il y resta 4 ans, transmettant les enseignements reçus du 15e karmapa, et recevant à son tour des instructions du 11e Tai Sitou, du 1er Bérou Khyentsé Rinpoché, Mizé Djampéi Gotcha (1890-1946), et de Shetchen Kongtrul (1901-1960). On disait de lui qu'il recevait les enseignements à la manière dont on remplit un vase à ras bord, ne perdant absolument rien de ce qui lui était transmis.
En 1944, le grand corbeau de Nénang, l'oiseau lié au protecteur du monastère, apparut à Palpung. Pawo Rinpoché comprit qu'il était temps pour lui de rentrer au Tibet central et il entama donc le chemin du retour avec l'oiseau pour escorte. Nénang comptait alors une centaine de moines ; il fit construire un ermitage pour qu'ils puissent effectuer des retraites de yidam, condition préalable qu'il donnait pour qu'ils soient à même d'effectuer les rituels funéraires.
Comme le 13e dalaï-lama l'avait souhaité, il reçut les vœux monastiques complets en 1947 du 2e Kongtrul Rinpoché. Soucieux de maintenir l'héritage spirituel de sa lignée d'incarnations, en 1949, il dirigea la restauration du monastère de Drag-ngag qui était sous la responsabilité des Palden Pawo depuis Pawo Tsouglag Gawa, au XVIIIe siècle. Dans l'optique de faciliter les pratiques de purification de nyoungné qu'accomplissaient les habitants du village de Kado, au pied de Nénang, il leur fit construire un temple qui leur était dédié. Il alloua aussi une rente à ce temple de manière que son entretien ne dépende pas des villageois.
La défaite des armées tibétaines face aux troupes communistes chinoises en 1950-1951 bouleversa l'organisation du pays. Palden Pawo Rinpoché parvint à maintenir la stabilité au sein de son monastère et, en 1954, il partit effectuer le grand pèlerinage du mont Kailash, à l'ouest du Tibet. Deux ans plus tard, peu avant de partir en Inde pour assister aux grandes cérémonies célébrées pour les 2 500 ans du Bouddha, le 14e dalaï-lama rendit visite au monastère du karmapa, Tsourphou. En chemin, il fit halte à Nénang où Pawo Rinpoché l'avait convié à donner les enseignements de La Voie et ses étapes, le Lamrim composé par Tsongkhapa (1357-1419), le fondateur de la lignée Gelugpa. Le jeune dalaï-lama conféra aussi l'initiation d'Avalokiteśvara à une foule nombreuses de moines, d'ermites et de laïcs, et fit des rituels de consécration du monastère.
Dans les premières semaines de 1959, il se rendit à Lhassa pour y faire des offrandes à la statue du Jowo, dans le temple du Tsouglagkhang, le plus vénéré du Tibet, mais il dut quitter la ville plus tôt qu'il ne l'aurait souhaité. La situation politique était tendue au point que tous ceux qui en avaient la possibilité envisageaient de fuir le pays, lorsque ce n'était pas déjà fait. Même si, à Nénang, quelques-uns de ses proches ne croyaient pas en l'imminence du danger, il était convaincu que les prophéties de Padmasambhava annonçant une période sombre pour le Dharma au Tibet étaient sur le point de se réaliser.
Dans la nuit du 23 mars, quelques jours après le dalaï-lama, il partit avec quelques proches par le Sud, arrivant sain et sauf au Bhoutan, puis en Inde où il séjourna dans un camp de réfugiés avant de s'installer à Kalimpong au Bengale Occidental.
Pendant que le 16e karmapa s'installait au Sikkim, le 14e dalaï-lama reformait son gouvernement, d'abord à Mussoorie, puis à Dharamsala (Himachal Pradesh). Très tôt conscient de l'importance qu'il y avait à sauvegarder la culture laïque et religieuse des Tibétains, le dalaï-lama désigna à des postes clés des personnages connus pour l'étendue de leur savoir. C'est ainsi qu'il demanda à Palden Pawo Rinpoché de prendre en charge la chaire Kagyu de l'université sanscrite de Varanasi en 1962. Il y resta jusqu'en 1966, rencontrant là quelques Occidentaux, dont le tibétologue américain Herbert V. Günther (en) qui dirigeait la section tibétaine de l'université. Il y transmit de nombreux enseignements à de nouveaux disciples indiens, dont les six yogas de Naropa, et rédigea un ouvrage sur le Mahamudra. Finalement, même s'il alternait ses séjours à Bénarès avec de courtes périodes à Darjeeling et à Kalimpong, il demanda au dalaï-lama d'être relevé de ses fonctions tant le climat lui était difficile.
Depuis son départ du Tibet, il avait souvent émis le souhait, tant auprès du karmapa que du dalaï-lama, de tout abandonner pour mener une existence de pratiquant errant, en Inde ou dans les régions himalayennes. Le karmapa et le dalaï-lama s'y opposèrent avec fermeté : la situation des religieux tibétains exilés était très difficile et son départ comme mendiant créerait de grandes difficultés pour tous tant rares étaient les maîtres compétents qui avaient pu fuir. Considérant aussi qu'une telle décision pourrait poser des difficultés à son entourage immédiat, Pawo Rinpoché consentit à mener l'existence d'un lama de haut rang. Cependant, plutôt que de faire construire un monastère, il préféra rester en retraite, s'établissant au Bhoutan et séjournant parfois dans le nord de l'Inde, ou au Sikkim. Il dispensa les enseignements dont il était le détenteur aux autres maîtres des lignées kagyüpa ou nyingmapa.

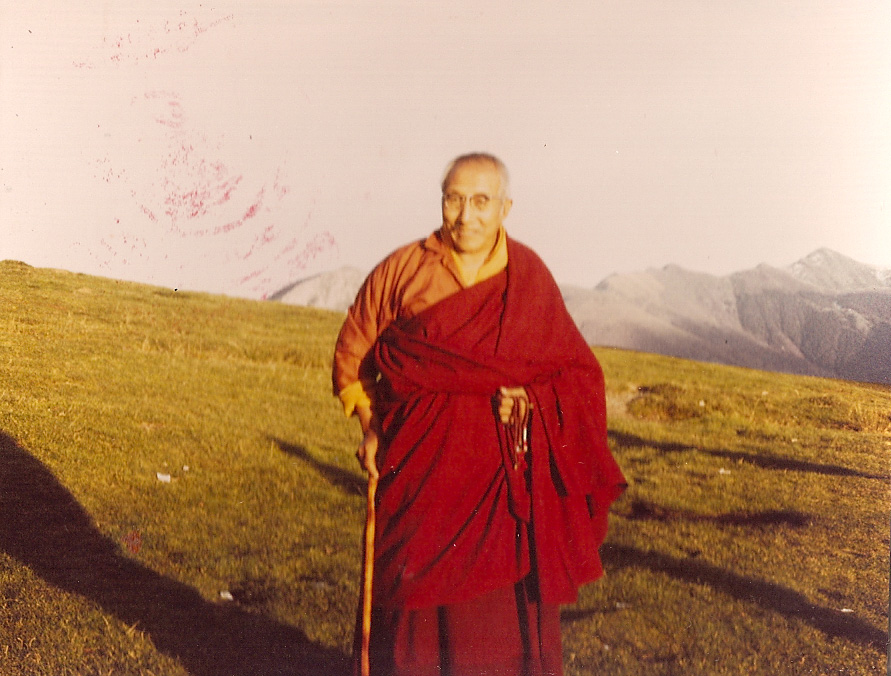
Pawo Rinpoché au col d'Aspin.

En 1975, il accepta l'offrande d'une ferme en ruine en France, près de la vallée de la Vézère, où déjà le 16e karmapa avait séjourné. Il y vécut définitivement à partir de 1978, fondant l'ermitage de Néhnang Samten Choling près de Plazac, consacré aux retraites du Mahamudra, non loin de centres d'études du bouddhisme tibétain créés par Dudjom Rinpoché (1904-1987), chef de l'école nyingmapa, le  karmapa, Dilgo Khyentse Rinpoché (1910-1991), puis la famille de Kangyour Rinpoché.
En 1982, le 14e dalaï-lama se rendit en France à l'invitation du centre Gelugpa de Vajrayogini, non loin de Toulouse. À la demande de Pawo Rinpoché, le dalaï-lama conféra l'initiation d'Avalokiteśvara aux nombreux Occidentaux venus écouter son enseignement. Lors d'un entretien privé, le dalaï-lama lui fit part de ses inquiétudes quant à l'avenir de la lignée des Palden Pawo, demandant à Pawo Rinpoché de rester en vie encore longtemps et de songer à garantir le futur. Pawo Rinpoché rassura le dalaï-lama et lui déclara que, dans son cas, une lettre de prédiction serait même inutile tant les signes de son retour seraient évidents. Se prosternant à ses pieds, le dalaï-lama lui offrit alors son Corps, sa Parole et son Esprit en lui faisant don d'une cloche, d'un rosaire et d'un texte. À chaque fois que l'occasion lui était donnée, le dalaï-lama soulignait combien rares étaient les bodhisattvas comme Pawo Rinpoché tant sa vie, uniquement dédiée au bien d'autrui, était exemplaire.
Afin d'assurer la pérennité de sa lignée, il se décida à faire bâtir un monastère. Malgré les efforts fournis par d'anciens disciples qui, au Tibet, commençaient à reconstruire le monastère de Nénang sur les ruines de l'ancien, détruit pendant la révolution culturelle chinoise, il n'était pas envisageable que Pawo Rinpoché y retourne. C'est dans le lieu saint de Bodnath, non loin de Katmandou au Népal, que les travaux d'un nouveau monastère, Nénang Phuntsog Chodar Ling, débutèrent au début des années 1980 et Pawo Rinpoché s'y établit en novembre 1986. Il y rassembla une petite communauté de moines et continua de transmettre les enseignements qu'il détenait.
Le 20 août 1991, sa respiration commença à faiblir et son état de santé se dégrada jusqu'au 22 août au soir, quand il cessa de respirer. À cet instant, en France, le dalaï-lama visitait la chambre de Pawo Rinpoché pour lui adresser ses prières et lui rendre hommage.
Vivant dans la plus grande simplicité, il lisait quotidiennement le petit texte de Thokmé Zangpo, Trente-sept stances sur la pratique des Bodhisattvas, dont l'objet est la conduite altruiste. Il n'enseignait que par de courtes instructions-clés adaptées à chacun de ses disciples et l'on disait de lui que d'entendre ne serait-ce qu'un mot de sa bouche revenait à recevoir toutes les initiations et toutes les explications délivrées par le Bouddha. S'il était un maître compétent dans tous les domaines de l'esprit, lui-même se considérait comme un être ordinaire sur le chemin spirituel.
Ses disciples furent très nombreux. Parmi eux, les plus connus en Occident sont le 16e karmapa, les quatre principaux religieux de la lignée karma-kagyu (Shamar Rinpoché, Gyaltsab Rinpoché, Taï Sitou Rinpoché et Jamgoeun Rinpoché), Chatral Rinpoché, Tenga Rinpoché, Kalou Rinpoché, Dilgo Khyentse Rinpoché, Zigar Tchoktrul Rinpoché… Nombreux furent les autres avec lesquels il avait des relations particulières, comme Dudjom Rinpoché, Thouksé Rinpoché, ou bien encore Tersé Tulkou, le petit-fils du grand découvreur de Trésors du XIXe siècle, Chogyur Lingpa.
Palden Pawo Rinpoché considérait comme ses fils spirituels le  12e Gyalwang Drukpa, le chef de la lignée Droukpa-Kagyu, et le 12e Gyaltsab Rinpoché. Son monastère népalais et son siège européen restèrent sous la conduite avisée des deux lamas qui l'avaient assisté tout au long de leur vie, les lamas Karma Tsultrim et Ngédeun Chopel.